# ヤン3世 (ポーランド王)
ヤン3世ソビェスキ（ポーランド語: Jan III Sobieski, 1629年8月17日 - 1696年6月17日）は、ポーランド王（在位：1674年 - 1696年）。オスマン帝国との戦いで活躍し、1683年の第二次ウィーン包囲で勝利して英雄として名を馳せた。「ソビェスキ」は「ソビエスキ」とも表記する。

## 国王称号
- ラテン語：Joannes III, Dei Gratia rex Poloniae, magnus dux Lithuaniae, Russiae, Prussiae, Masoviae, Samogitiae, Livoniae, Smolenscie, Kijoviae, Volhyniae, Podlachiae, Severiae, Czernichoviaeque, etc.

- 「イオアンネス3世、神の恩寵によるポーランド王、リトアニア、ルテニア、プロイセン、マゾフシェ、ジェマイティア、スモレンスク、キエフ、ヴォルィーニ、ポドラシェ、セヴェリア、チェルニーヒウその他の大公」

## 生涯

### ヨーロッパ旅行
1629年、ソビェスキはルブフ郊外のオレスコで、この地方の名門の家に生まれた。父はルーシ県知事、クラクフ城代を務めたヤクプ・ソビェスキで、母ゾフィアはポーランド大ヘトマン、スタニスワフ・ジュウキェフスキの孫娘だった。
クラクフのバルトウォミェイ・ノヴォドヴォルスキ校を卒業し、クラクフ大学で哲学を学んだ。同大学を修了後は、見聞を広めるため兄マレクと一緒に2年以上にわたる西ヨーロッパ旅行に赴いた。この旅で、彼はコンデ公ルイ2世、後のイングランド王チャールズ2世、オラニエ公ウィレム2世らの王侯と知り合いになり、フランス語、ドイツ語、イタリア語、ラテン語を習得した。こうした経験が後年の軍事的活躍に影響している。
兄弟は1648年にポーランドに帰国し、ウクライナ・コサックの棟梁ボフダン・フメリニツキーらが起こしたフメリニツキーの乱と戦う共和国軍に参加した。彼は騎兵の小連隊を組織し、騎馬小連隊長としてこれを率いた。しかしズボリフの戦いの後、兄弟は離ればなれになり、兄のマレクはクリミア・タタールの捕虜となって1652年に死んだ。一方のソビェスキは大連隊長に昇進、ベレステーチュコの戦いで名声を得た。将来有望な青年将校として、国王ヤン2世カジミェシュに見出されたソビエスキは、オスマン帝国の首都イスタンブールに公使として送り込まれた。ここでトルコ人の軍事的習慣と戦術を学んでいる。
1655年、スウェーデンによるポーランド侵攻（大洪水）が始まると、ソビエスキはポズナン県知事クシシュトフ・オパリンスキ麾下のヴィエルコポルスカの防衛軍に加わったが、オパリンスキとその軍隊はウィシツェで降伏してスウェーデン王カール10世に忠誠を誓った。しかしソビェスキは1656年4月からポーランド国王軍に加わった。

### ポーランド軍司令官

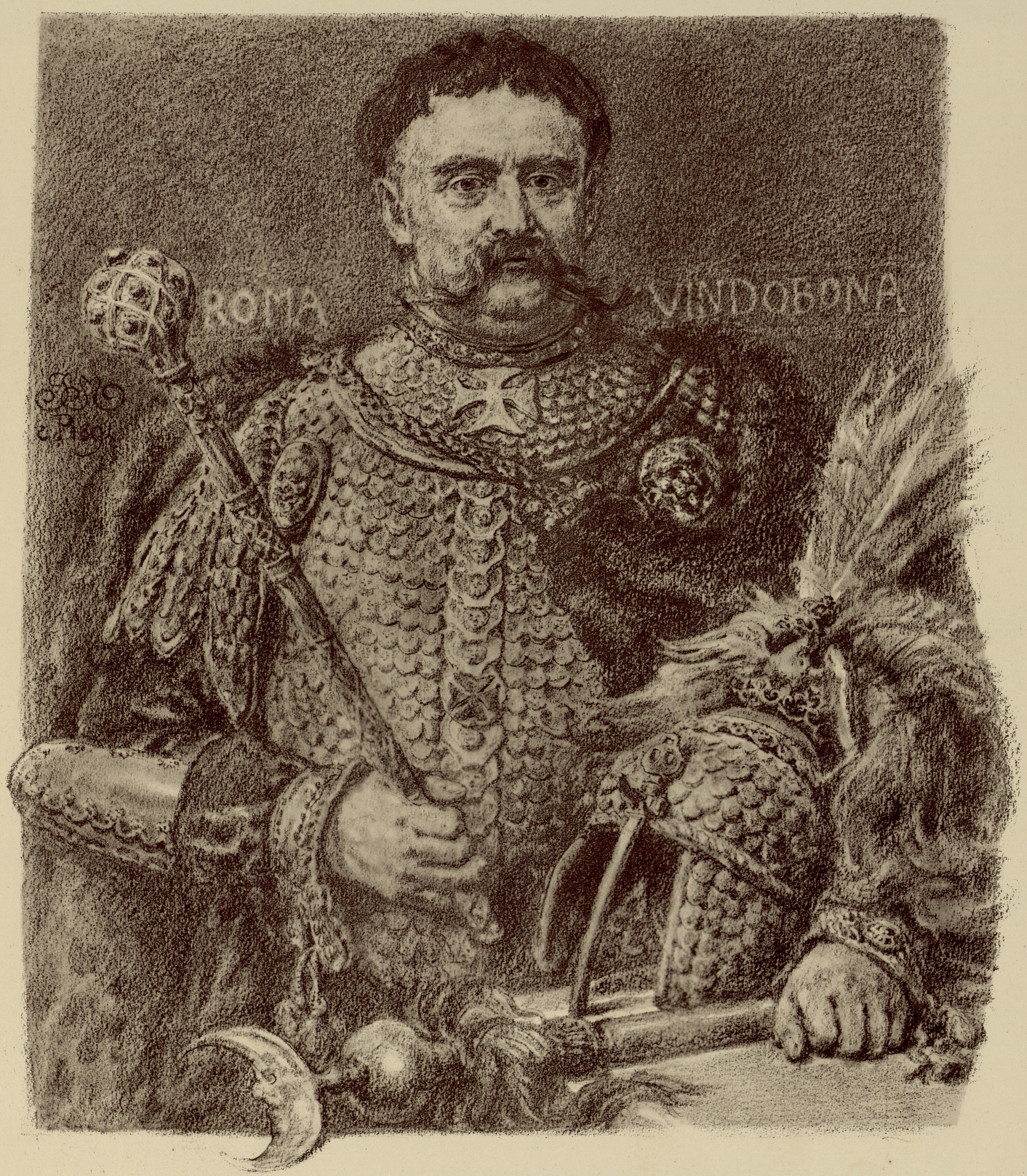
ヤン・マテイコによる肖像画

1656年7月のワルシャワの戦いで、ソビェスキは2000人のクリミア・タタール人騎兵の精鋭を率いて目覚ましい戦功をあげ、これを認められて王冠領大旗手に昇進した。親フランス派の一員として、ソビェスキはルボミルスキの反乱が起きた後も国王ヤン2世を支持し続け、このことが彼にさらなる昇進の道を開いた。
1665年、ソビェスキは王妃ルドヴィーカ・マリアの女官で、ヤン・ソビエパン・ザモイスキの未亡人だったマリー・カジミール・ド・ラ・グランジュ・ダルキアン（マリア・カジミェラ、マリシェンカ）と結婚した。同年、彼は王冠領宮内長官となり、翌1666年にはポーランド軍のナンバー2、王冠領野戦ヘトマンの地位を得た。1667年、ポーランド・コサック・タタール戦争の最中に、ソビェスキはピドハイツェの戦いでコサックとクリミア・タタールの同盟軍に対して目覚ましい勝利を収めた。そして翌1668年2月5日、ポーランド・リトアニア共和国最高位の軍官職で、事実上の共和国最高司令官である王冠領大ヘトマンに就任した。
1672年、ポーランド・オスマン戦争が起き、ヤン2世の後を継いだ国王ミハウ・コリブト・ヴィシニョヴィエツキはウクライナ地方のポドレ（ポジーリャ）の敵側への帰属を認めて講和を結ぼうとした。しかしセイム（共和国議会下院）はこれを承認せず、大ヘトマンのソビェスキに戦争を継続させた。
1673年11月、ソビェスキはホティンの戦いに勝利し、要塞都市ホティンを占領した。この勝利の知らせはホティンの戦いの前日に死んだ国王ミハウの死の報と同時に、瞬く間に共和国中に広まった。この戦勝はソビェスキの国民的人気を一気に高め、翌1674年5月19日の自由選挙で、ソビエスキは国王に選出された。票のほとんどが彼に入り、セイム代議員の反対者も十数人程度だった。最も熱心な支援者は妻のマリシェンカだったという。1676年2月2日、ソビェスキは正式に戴冠した。

### 国王

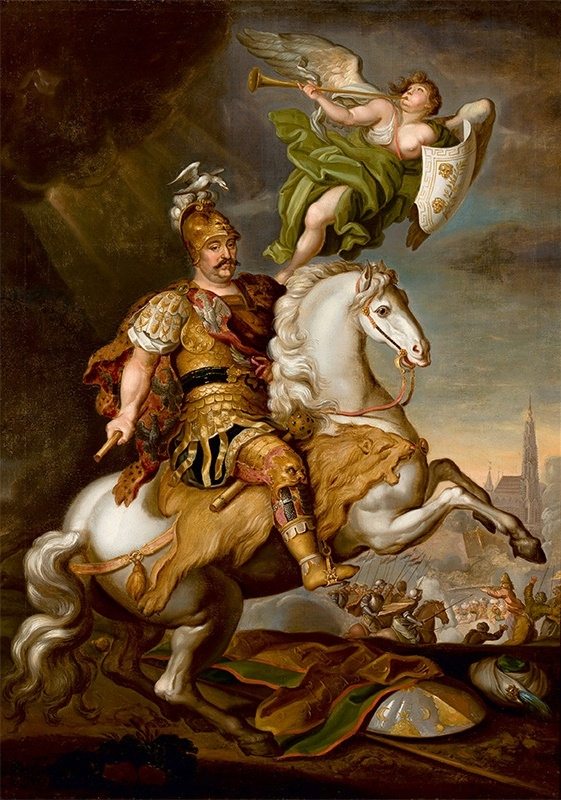
キリスト教世界の擁護者としてのソビェスキ、イェジー・シェミギノフスキ＝エレウテル画

ポーランド・リトアニア共和国は当時のヨーロッパで最も大きく人口の多い国の一つだったが、ヤン3世が王位に就いた時には半世紀近くにわたる恒常的な戦争のせいで疲弊し切っており、経済的繁栄も終わっていた。国庫はほぼ空だったが、財力を持つマグナート達の多くは共和国内に影響力を築くため外国宮廷と同盟しており、ポーランド宮廷（＝中央政府）に財政援助を行うことなどまず無かった。ヤン3世は南部国境で常に続いているオスマン帝国との戦争を講和に持ち込み、経済的負担の主要因である戦争の連鎖を断ち切ることで、国庫を建て直そうと考えるようになった。しかし1674年の秋にオスマン帝国との戦争を再開してカミェニェツ＝ポドルスキ、バール、レシュクフの奪回に成功、ウクライナにおける南部国境の強固な防衛線を再構築した。
ヤン3世はスウェーデン軍の攻撃にさらされていたプロイセン公国を、フランスの財政援助を受けて征服する計画を立てた。プロイセンはかつて共和国の封土だったが、大洪水時代に乗じて抜け目なく独立していた。ところがフランスとの密約が明るみに出てしまい、ヤン3世がオスマン帝国との戦争に忙殺されている間に、プロイセンの君主であるブランデンブルク選帝侯フリードリヒ・ヴィルヘルムは、フランスと和平を結びスウェーデン軍を追い払った。共和国のマグナート達の多くも征服計画に反対し、大選帝侯の支持に回った。結局、リトアニア軍の最高司令官（大ヘトマン）で大選帝侯の同盟者であるミハウ・カジミェシュ・パツが麾下の軍隊を連れて戦線離脱し、軍隊を解散させたため、プロイセン征服は計画倒れに終わった。
1676年、クリミア・タタールがドニエプル川を渡って反撃を開始したが、戦略上の拠点ジュラフノを奪えなかったため、すぐにポーランドとの講和に応じることになった。重要拠点カミェニェツ＝ポドルスキはオスマン帝国側に渡ることになったが、ポーランド側は新たな要塞都市オコピィを建設することでこの脅威に対抗し、ビャワ・ツェルキェフを回復した。
講和条約の締結によりようやく平和な時代が訪れ、共和国の再建が急がれるようになり、国王の権威も高まった。マグナート、ブランデンブルク＝プロイセンやオーストリア（後者などはヤン3世を廃してロレーヌ公シャルル5世にポーランド王位を与えようとしていた）の執拗な嫌がらせにも負けず、ヤン3世は共和国軍の改革に成功した。軍隊は連隊単位に再編成され、歩兵隊はパイク（長槍）に代えて戦斧を基本装備武器とし、騎兵隊はフサリア（有翼重装騎兵）とドラグーン（竜騎兵）の形態を採用した。また銃の在庫数を増やし、砲術を発達させた。

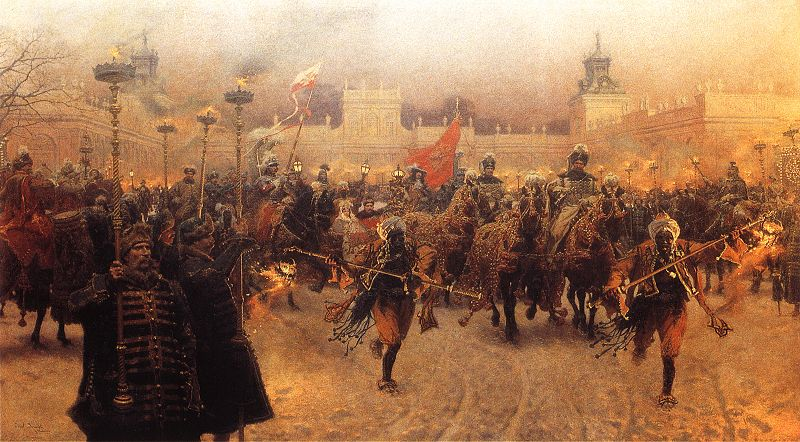
ヴィラヌフ宮殿を出るソビェスキ、ユゼフ・ブラント画

外交面では、ヤン3世はポーランド、フランス、オスマン帝国の3者の同盟を構想し、オーストリアとブランデンブルク＝プロイセンに対抗しようと考えた。しかしこの構想は実現することなく1683年には廃棄された。近隣諸国との敵対関係と同盟関係の不足は、共和国に再び大洪水時代のような悲劇の二の舞を演じさせかねないと考えたヤン3世は、この年、当初は仮想敵国だったオーストリアの神聖ローマ皇帝レオポルト1世と同盟を結んだ。この同盟は直接的にはオスマン帝国を共通の敵としたが、間接的にはフランスをも仮想敵国としていた。この同盟はポーランドの南部国境を守る上で強い支えとなった。
この時期、オーストリア領のハンガリー北西部で、皇帝に対するプロテスタントの反乱が発生しており、反乱者はオスマン帝国に支援を要請した。オスマン帝国はこれに応じて、大宰相カラ・ムスタファ・パシャ率いる15万の大軍を派遣し、オーストリアの首都ウィーンに進撃した（第二次ウィーン包囲）。レオポルト1世はポーランドに支援を要請。ヤン3世はこれに応えてオーストリアやドイツの諸侯と同盟を結び、自ら連合軍を率いてオーストリアに向かった。
9月12日、ウィーン郊外に達したヤン3世とポーランド軍は、オスマン帝国軍がカラ・ムスタファ自らが率いる大軍であっても、全軍の指揮が不統一で士気も弛緩し、防備が弱体であることを見抜き、その日の夕方に連合軍に総攻撃を命じた。ウィーン北方のカーレンベルクの丘を駆け下ったポーランドの有翼重装騎兵フサリアのうち尖峰隊はたった3000騎で敵陣の中央突破を敢行、一気に敵陣最深部に到達して暴れ回った。この猛烈な中央突撃の成功によりオスマン軍の陣地は大混乱に陥った。フサリアの残りを含む連合軍の全ての部隊も敵陣に到達し、わずか1時間ほどの間に包囲網を寸断されて散り散りになり潰走した。この勝利により、ヤン3世はイスラム国家オスマン帝国の侵略に晒されるヨーロッパのキリスト教世界を守った英雄として、大きな名声を勝ち得た。この勝利を描いた絵画『ソビエスキ、ウィーンを解放する』（ヤン・マテイコ作）がバチカン美術館「ソビエスキの間」に飾られているほか、カーレンベルクの教会では戦勝の日にポーランド語でミサが行われる。

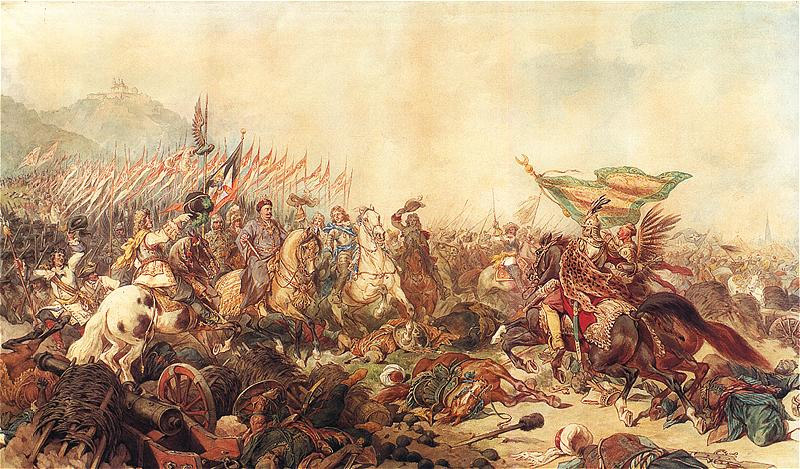
ウィーンの戦場に立つソビェスキ

翌1684年、ウィーンでのキリスト教国側の勝利に触発されたローマ教皇インノケンティウス11世の呼びかけにより、オーストリア、ポーランドの同盟にヴェネツィアなどが加わった反トルコ神聖同盟が結成された。しかしこの同盟は、オスマン帝国から勝ち得ていた共和国の優位な立場を、ライバル関係にある近隣諸国と分有したことになり、共和国にとっては不利なものだった。共和国は同盟の展開した大トルコ戦争で引き続いてオスマン帝国との戦いを続けたが、既にこの時点で17年ものあいだトルコ人と戦ってきた共和国は物質的にも疲弊し、戦争に忙しいあまり内政改革にも手が回らない状況だった。この間、プロイセンを含むバルト海海域での共和国の地位を改善する努力は完全に忘れられた。
しかしヤン3世が犯したより深刻な失策は、東隣のロシア・ツァーリ国との「同盟」だった。1686年、ロシアはアンドルソヴォの和約での取り決めに従って、先のロシア・ポーランド戦争で占領中のキエフ及び左岸ウクライナの主権を共和国に返還することになっていた。しかしロシアはこの約束を履行するつもりがない旨を通告し、トルコ人と同盟してポーランド・リトアニアに敵対しようとした。この脅迫に屈したヤン3世は1686年5月6日、ロシアとの間に恒久平和条約を結び、ロシアが占領中の地域全てをロシア領と認めることになり、ポーランド国内における正教徒の信教の自由とロシアの正教徒保護も承認、そして彼の治世においてロシアは東ヨーロッパの覇権国としての地位を不動のものとする。共和国がロシアから見返りに得たのは、神聖同盟への参加だけだった。
大トルコ戦争の終結をみた1699年のカルロヴィッツ条約では、共和国は失っていたポドレを回復しただけだった一方、オーストリアが広大な領域を獲得して覇権国の一つと呼べるだけの勢力圏を築いた。プロイセン公国は直後にプロイセン王国に昇格し、バルト海南岸の支配者として振る舞い出した。こうして、ロシア、オーストリア、プロイセンという18世紀の中東欧における3列強国のパワー・バランスが成立し、17世紀の覇権国だった共和国とオスマン帝国は共倒れした。

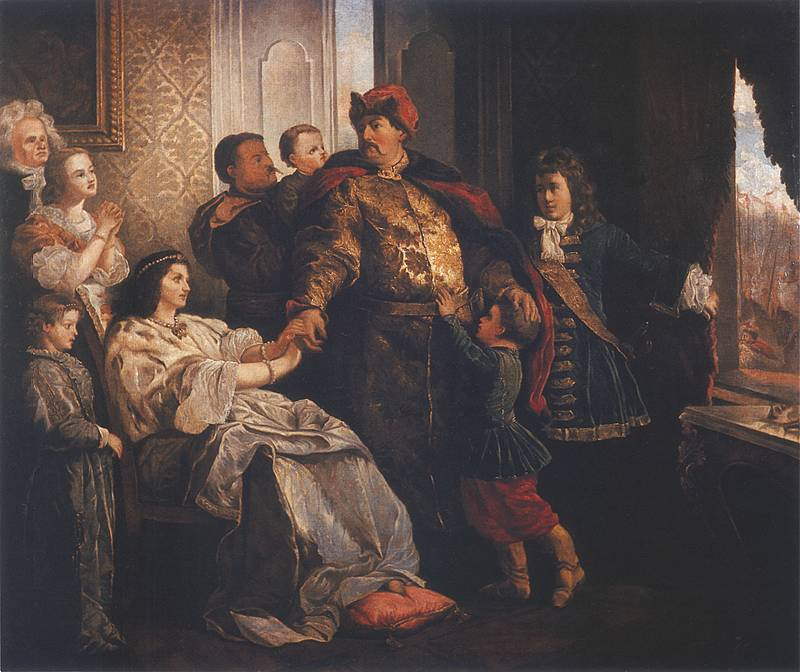
国王とその家族

国内問題に関しても、ヤン3世は何ら有効な政策を打ち出すことは出来なかった。ヤン3世の選挙王としての権力の脆弱さは特にリトアニア大公国において顕著だった。1670年代にはハプスブルク家と結託したパツ家などの大貴族がリトアニアを支配し、1680年代から17世紀末まではサピェハ家が大公国を思いのままに動かした。リトアニアにおける大貴族家門の争いは共和国全体を混乱に陥れた。セイムでは自由拒否権の行使が繰り返されて何度も途中で閉会し、地元のマグナート達に牛耳られたセイミク（地方議会）は中央政府が担うはずの税金と官職任命権を各々の裁量で濫用し、ヘトマン達は私益のために共和国軍を動員していた。共和国の無政府状態はもはや疑いの余地がなかった。
国内外で身動きが出来ないヤン3世は、息子に王位を継がせるという私的な野心を満たすことに集中するようになった。そもそも、ヤン3世が治世初期にプロイセン征服を狙ったのもソビェスキ家の世襲領にしたいという考えがあった。しかし、宮廷内の守旧派は共和国の「黄金の自由」に反する王位世襲に猛反対し、他ならぬ王妃マリシェンカがこの反対派閥の中心になり、マリシェンカは長男ヤクプに王位を継がせようとする夫の計画にことごとく反対した。
また、ヤン3世はヤクプを富裕な女子相続人ルドヴィカ・カロリナ・ラジヴィウと婚約させたが、ルドヴィカは1681年、勝手にヤクプを裏切ってブランデンブルク選帝侯フリードリヒ・ヴィルヘルムの息子と結婚した。ブランデンブルク＝プロイセンは旧宗主国ポーランドの王家の威信を平然と踏みにじったのであり、この事件で両国の権力関係の変化を見せつけると同時に、ヤン3世父子に大きな屈辱を味わわせた。
従順な国だったロシアとの立場が逆転し一気に強国へとなった衝撃からか、ヤン3世は1691年に最初の心臓発作を起こして以後、繰り返す発作に苦しみながらヴィラヌフ宮殿で半隠棲状態の生活を送るようになった。同宮殿は1681年から1686年にかけてワルシャワ南端に建築されたもので、彼はこのお気に入りの宮殿で一介のマグナート同然の晩年を送った。1696年4月17日に何度目かの発作のために66歳で亡くなり、ヴァヴェル大聖堂に埋葬された。ヤクプは父の死後開かれた国王自由選挙に敗れ、精力的なザクセン選帝侯フリードリヒ・アウグスト1世が新国王に選ばれた。

## 子女
妻マリア・カジミェラとの間に8人の子供をもうけたが、うち4人は夭折した。
- ヤクプ・ルドヴィク（1667年 - 1737年） - 1691年、プファルツ選帝侯フィリップ・ヴィルヘルムの娘ヘートヴィヒと結婚
- テレサ・テオフィラ（1670年）
- アデライダ・ルドヴィカ（1672年 - 1677年）
- マリア・テレサ（1673年 - 1675年）
- テレサ・クネグンダ（1676年 - 1730年） - 1695年、バイエルン選帝侯マクシミリアン2世エマヌエルと結婚
- アレクサンデル・ベネディクト（1677年 - 1714年）
- コンスタンティ・ヴワディスワフ（1680年 - 1726年）
- ヤン（1683年 - 1685年）

## パトロネジ

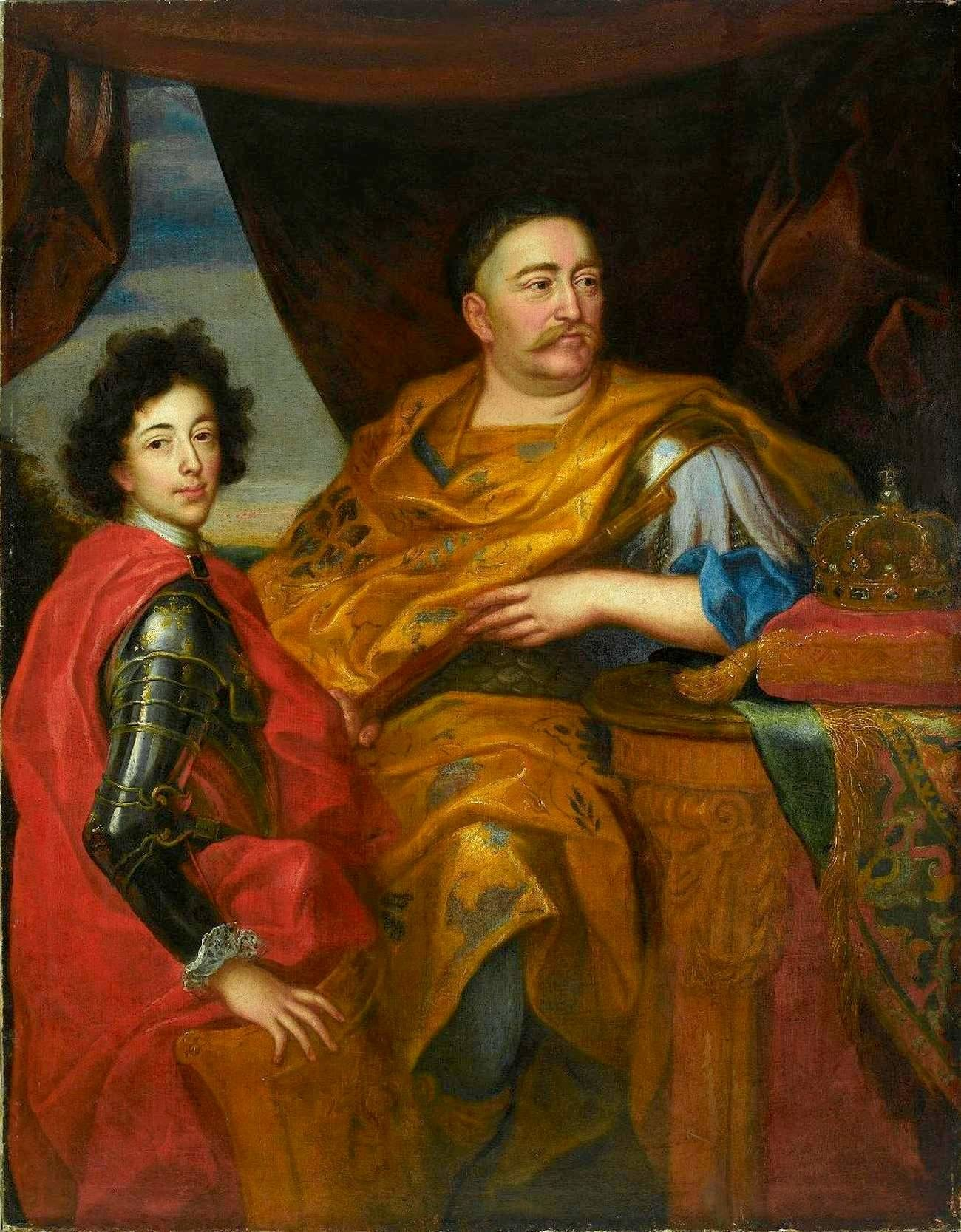
「ヤン3世ソビエスキと長男ヤクプ・ルドヴィク・ソビエスキ」イェジー・シェミギノフスキ＝エレウテル画
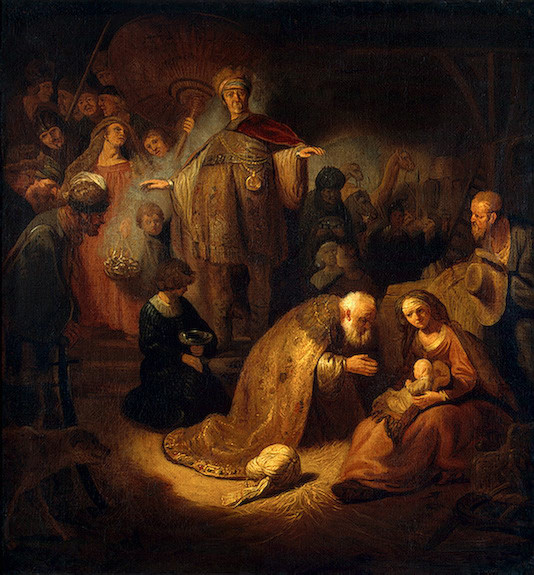
「東方三博士の礼拝」レンブラント画（1632年）、国王の所蔵品
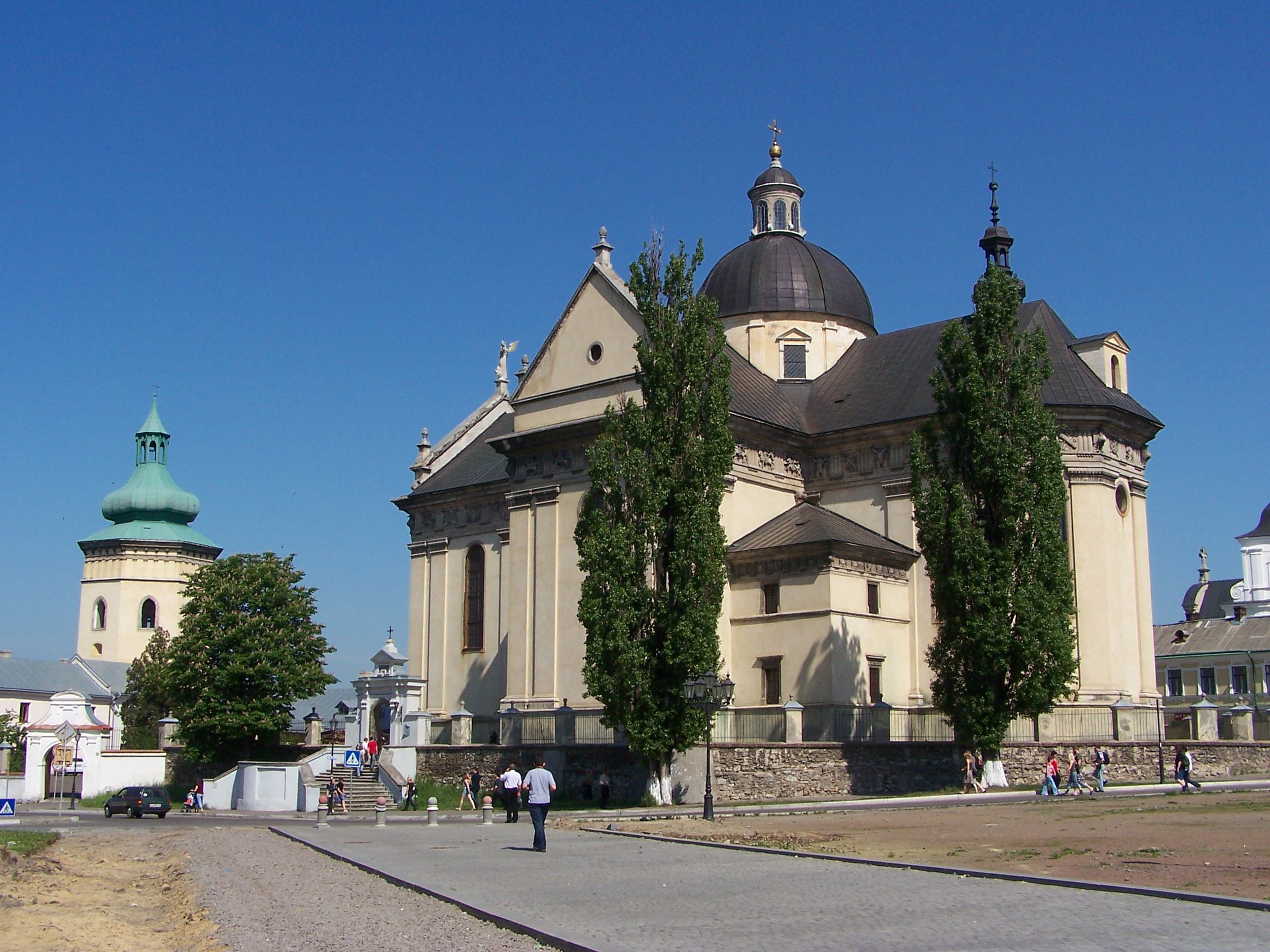
ソビエスキの先祖が埋葬されているジュウキェフの聖ヴァフジニェツ教会
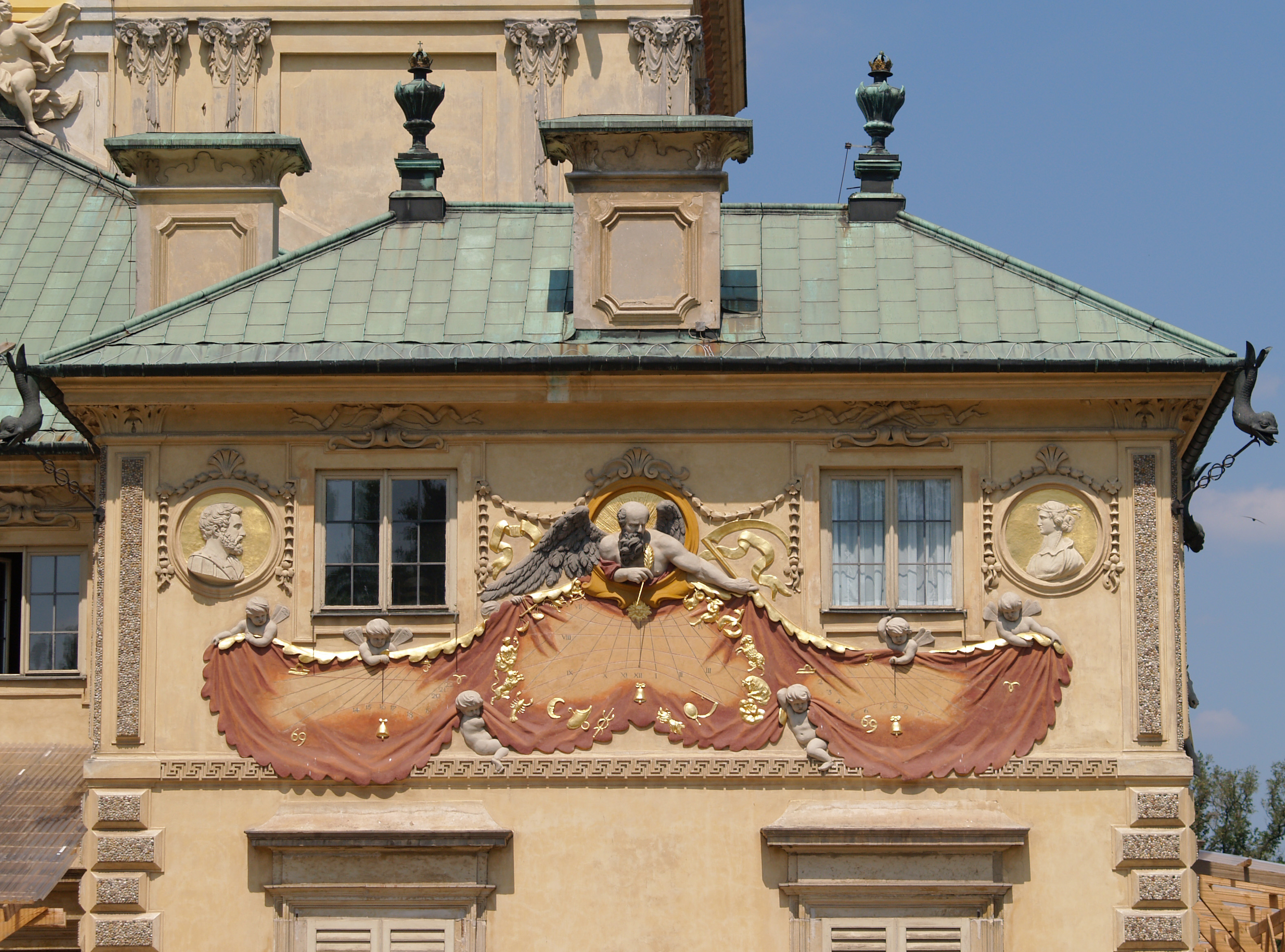
ヨハネス・ヘヴェリウスが国王のために製作したヴィラヌフ宮殿の日時計（1684年頃）